# Vuelta a Turingia
La Vuelta a Turingia (oficialmente: Internationale Thüringen Rundfahrt) son dos carreras ciclistas por etapas alemanas, masculina limitada a corredores sub-23 y femenina, que se disputa en el estado de Turingia. La masculina disputada en el mes de julio; y la femenina, llamada oficialmente Internationale Thüringen Rundfahrt der Frauen (Vuelta a Turingia Femenina), disputada en el mes de mayo o junio.
La masculina se creó en 1976 y la femenina en 1988 ambas como amateur. La femenina no se disputó en los años 1990 y 1991, mientras que con la masculina sucedió lo mismo en 1991. Desde esos años comenzaron a disputarse anualmente con regularidad y la femenina ascendió al profesionalismo en 2004 en la categoría 2.9.1 (máxima categoría del profesionalismo para carreras por etapas femeninas) renombrándose esa categoría en 2005 por la 2.1 manteniendo la carrera dicho estatus (aunque en 2013, tras la introducción de la categoría 2.HC, se quedó en un segundo escalón pero solo ese año ya que esa categoría superior solo existió en ese año 2013). La masculina se mantuvo como amateur (en su último año en la máxima categoría amateur: 2.7.1) hasta la creación de los Circuitos Continentales UCI en 2005 en la que empezó a formar parte del UCI Europe Tour dentro de la categoría 2.2 (última categoría del profesionalismo) y después en la categoría específica creada en 2007 para corredores sub-23, pero también dentro de la última categoría del profesionalismo: 2.2U.
Tanto la femenina como la masculina siempre han tenido 6 o 7 etapas.

## Palmarés
En amarillo: edición amateur.
| Año  | Ganador               | Segundo               | Tercero              |
| ---- | --------------------- | --------------------- | -------------------- |
| 1976 | Joachim Vogel         | Bernd Fischer         | Ladislav Heller      |
| 1977 | Andreas Neuer         | Peter Koch            | Michael Schiffner    |
| 1978 | Norbert Dürpisch      | Joachim Hentzen       | Detlef Kletzin       |
| 1979 | Hans-Joachim Hartnick | Andreas Petermann     | Bernd Drogan         |
| 1980 | Andreas Petermann     | Olaf Ludwig           | Thomas Barth         |
| 1981 | Andreas Petermann     | Detlef Macha          | Bodo Straubel        |
| 1982 | Uwe Raab              | Hardy Gröger          | Matthias Lendt       |
| 1983 | Mario Hernig          | Uwe Ampler            | Dan Radtke           |
| 1984 | Matthias Lendt        | Harald Wolf           | Bodo Straubel        |
| 1985 | Uwe Ampler            | Andreas Lux           | Lutz Lötzsch         |
| 1986 | Uwe Ampler            | Matthias Lendt        | Hardy Gröger         |
| 1987 | Uwe Ampler            | Jens Heppner          | Matthias Lendt       |
| 1988 | Olaf Ludwig           | Jan Shur              | Stephan Gottschling  |
| 1989 | Steffen Rein          | Thomas Barth          | Uwe Raab             |
| 1990 | Bert Dietz            | Falk Boden            | Frank Khün           |
| 1991 | No se disputó         | No se disputó         | No se disputó        |
| 1992 | Bert Dietz            | Jörn Reuss            | Achmed Wolke         |
| 1993 | Ralf Schmidt          | Alexander Kastenhuber | Steffen Uslar        |
| 1994 | Steffen Uslar         | Jens Zemke            | Thomas Liese         |
| 1995 | Steffen Blochwitz     | Josef Holzmann        | Timo Scholz          |
| 1996 | Michael Schlickum     | Thomas Liese          | Martin Müller        |
| 1997 | Timo Scholz           | Thomas Liese          | Ronny Lauke          |
| 1998 | Lars Teutenberg       | Thomas Liese          | Stephan Schreck      |
| 1999 | Stephan Schreck       | Gerhard Trampush      | Jamie Burrow         |
| 2000 | Patrick Sinkewitz     | Mathias Jelitto       | Ronny Scholz         |
| 2001 | Christian Pfannberger | Mart Louwers          | Ronald Mutsaars      |
| 2002 | Pieter Weening        | Christian Knees       | Thomas Ziegler       |
| 2003 | Joost Posthuma        | Bernhard Kohl         | Pieter Weening       |
| 2004 | Thomas Dekker         | Rory Sutherland       | Marc de Maar         |
| 2005 | Kai Reus              | Luigi Sestili         | Miha Svab            |
| 2006 | Tony Martin           | William Walker        | Edvald Boasson Hagen |
| 2007 | Mathias Frank         | Tony Martin           | Mathias Belka        |
| 2008 | Patrick Gretsch       | Martin Reimer         | Tony Gallopin        |
| 2009 | Stefan Denifl         | Steven Kruijswijk     | Jack Bobridge        |
| 2010 | John Degenkolb        | Timothy Roe           | Rohan Dennis         |
| 2011 | Wilco Kelderman       | Jakob Steigmiller     | Tom Dumoulin         |
| 2012 | Rohan Dennis          | Johan Le Bon          | Marc Goos            |
| 2013 | Dylan van Baarle      | Lasse Norman Hansen   | Damien Howson        |

## Palmarés por países
| País           | Victorias |
| -------------- | --------- |
| Alemania + RDA | 27        |
| Países Bajos   | 5         |
| Austria        | 2         |
| Suiza          | 1         |
| Australia      | 1         |